# Jakob Lundt
Jakob Lundt (* 2. Juli 1986 in Berlin) ist ein deutscher Autor und TV-Producer.

## Leben und Werk
Lundt studierte zunächst Rechtswissenschaften und Germanistik an der Universität Potsdam, beendete das Studium jedoch ohne Abschluss. Ab 2007 arbeitete er als Redakteur und Moderator bei Radio Fritz, unter anderem in der Sendung Sonntagsfritzen.
Größere Bekanntheit erlangte Lundt ab 2011 mit seiner Arbeit als Autor und Producer für Formate der Moderatoren Joko Winterscheidt und Klaas Heufer-Umlauf, bekannt als Duo Joko und Klaas, darunter die Sendungen Circus HalliGalli und Das Duell um die Welt. Im Duell um die Welt trat er in seiner Rolle als Producer auch häufig im Rahmen der Einspielfilme in der Sendung auf. Seit 2013 ist er auch Teil der Produktionsfirma Florida TV, die diese Shows produziert.
Lundts Rolle als Autor der Sendungen wird auch in der Presse entsprechend anerkannt. In der Zeit wird Lundt als „Sprachzentrum im Gehirn von Joko und Klaas“ bezeichnet. Auf Stern.de steht über ihn geschrieben: „[Joko und Klaas’ Sprüche] laufen zuvor fast alle durch die Kontrolle eines wortgewaltigen Mannes […]. [Er] sorgt […] dafür, dass die Pointen sitzen.“ 2018 wurde Lundt als Teil der Circus-HalliGalli-Aktion #Gosling-Gate mit dem Grimme-Preis ausgezeichnet.
Von 2018 bis zum Ende der Sendung im März 2025 war Lundt Executive Producer der Show Late Night Berlin mit Heufer-Umlauf, in der er auch als Sidekick im Rahmen der Sendung auftrat.
Seit November 2019 ist Lundt gemeinsam mit Klaas Heufer-Umlauf und Thomas Schmitt Teil des Podcasts Baywatch Berlin.

## Filmografie (Auswahl)
- 2014–2017: Circus HalliGalli (Autor)
- 2016–2017: Das Duell um die Geld (Kommentator, Autor)
- 2016–2018: Die beste Show der Welt (Autor)
- 2017: Joko gegen Klaas – Das Duell um die Welt (Produzent)
- 2017: Beginner gegen Gewinner (Autor)
- seit 2018: Late Night Berlin (Co-Moderator, Produzent)
- seit 2018: Das Duell um die Welt – Team Joko gegen Team Klaas (Produzent, Autor)
- seit 2019: Joko und Klaas gegen ProSieben (Produzent, Autor)
- 2019: Weihnachten mit Joko und Klaas (Produzent, Autor)
- seit 2021: Wer stiehlt mir die Show? (Autor)
- 2024: Schwarzer Toyota (Musikvideo, Cameo)

## Auszeichnungen
Grimme-Preis
- 2018: „Unterhaltung“ für #Gosling-Gate (mit Klaas Heufer-Umlauf, Ludwig Lehner, Thomas Martiens, Thomas Schmitt und Joko Winterscheidt)[6]
- 2022: „Unterhaltung“ für Wer stiehlt mir die Show? (mit Julia Mehnert, Thomas Schmitt, Christin Schneider und Joko Winterscheidt)[7]

Deutscher Fernsehpreis
- 2023: „Bestes Buch Unterhaltung“ für Wer stiehlt mir die Show?[8]